# Lärchwandschrägaufzug
| Lärchwandschrägaufzug                    | Lärchwandschrägaufzug               |
| ---------------------------------------- | ----------------------------------- |
| Lärchwandschrägaufzug bei der Talstation |                                     |
| Streckenlänge:                           | 0,82 km                             |
| Spurweite:                               | 8200 mm                             |
| Maximale Neigung:                        | 810 ‰                               |
| Streckengeschwindigkeit:                 | 10,8 km/h                           |
|                                          |                                     |
| Höhendifferenz:                          | 431 m                               |
| Kapazität:                               | 185 Personen                        |
| Förderleistung:                          | 900 Personen pro Stunde u. Richtung |
| Bundesland (A):                          | Salzburg                            |

Der Lärchwandschrägaufzug ist ein Schrägaufzug, der sich bei Kaprun in Österreich in der Glocknergruppe befindet. Er verwendet von allen personenbefördernden Schienenfahrzeugen mit 8200 mm die größte Spurweite. Der Aufzug wurde bis 1999 von der Tauernkraftwerke AG betrieben, die durch Fusion der Wasserkraft-Erzeugungsfirmen in der VERBUND Hydro Power aufging.

## Geschichte
Im Jahre 1941 wurde von der Firma Waagner-Biro auf der heutigen Trasse ein Schrägaufzug als Zufahrt für die Baustellen der Kraftwerksgruppe Kaprun erbaut. Die ursprüngliche Anlage hatte eine Spurweite von 3600 mm und eine Tragfähigkeit von 9 t. Da sich bald herausstellte, dass die Kapazität dieses Aufzuges für den Oberstufenausbau der Kraftwerksgruppe nicht ausreichte, wurde die Anlage, ebenfalls von Waagner-Biro, im Jahre 1952 in eine Schwerlastbahn mit der heutigen Spurweite und einer Tragfähigkeit von 60 t umgebaut, um die Materialtransporte zu den Hochgebirgsbaustellen der Stauseen Mooserboden und Wasserfallboden sowie des Krafthauses Oberstufe durchzuführen. Seit 1955 dient der Schrägaufzug dem öffentlichen Verkehr der im Laufe der Zeit die touristische Nutzung in den Vordergrund rückte.
Bereits 1960 wurde ein neuer Wagen angeschafft. Im Jahr 1973 wurden die Antriebsmotoren umgebaut, wodurch eine Erhöhung der Fahrgeschwindigkeit von 0,75 Meter pro Sekunde auf 3 m/sek. möglich wurde.
In den Jahren 1981/1982 erfolgte ein genereller Umbau mit der Erneuerung der elektrischen und maschinellen Ausrüstung.
Im Sommer 2006 kam der Anlage jedoch noch einmal die Aufgabe des Materialtransportes für einen Kraftwerksbau zu. Zur Errichtung des Erweiterungsprojektes Limberg II war ein Baubereich Höhenburg am Mooserboden eingerichtet. Dieser umfasste das Auffahren des neuen Druckstollens und den Bau des Einlaufbauwerkes. Dazu wurden immer in den Zeiten von 18 Uhr bis 8 Uhr morgens, in denen kein touristischer Verkehr stattfand, sämtliche Baumaterialien und Baumaschinen sowie die Baustelleneinrichtung mit dem Schrägaufzug zur Mooserbodenstraße transportiert. Die transportierte Menge belief sich auf ca. 20.000 t.
Grundlegende Umbauten erfolgten in den Jahren 1982 und zuletzt 2013 bis 2014. Bei dieser Sanierung wurde von der Südtiroler Firma Leitner AG ein Großteil der seilbahn- und elektrotechnischen Ausrüstung erneuert. Da seit dem Jahre 2007 erstmals eine LKW-taugliche Zufahrt zum oberen Teil der Hochgebirgsstraße, der Mooserbodenstraße, über den neu errichteten Zufahrtstunnel zur Kraftwerkskaverne Limberg II besteht und der Aufzug künftig nur noch zum Personentransport genutzt wird, wurde die Tragfähigkeit von 60 t nicht mehr benötigt und auf 14 t reduziert. 

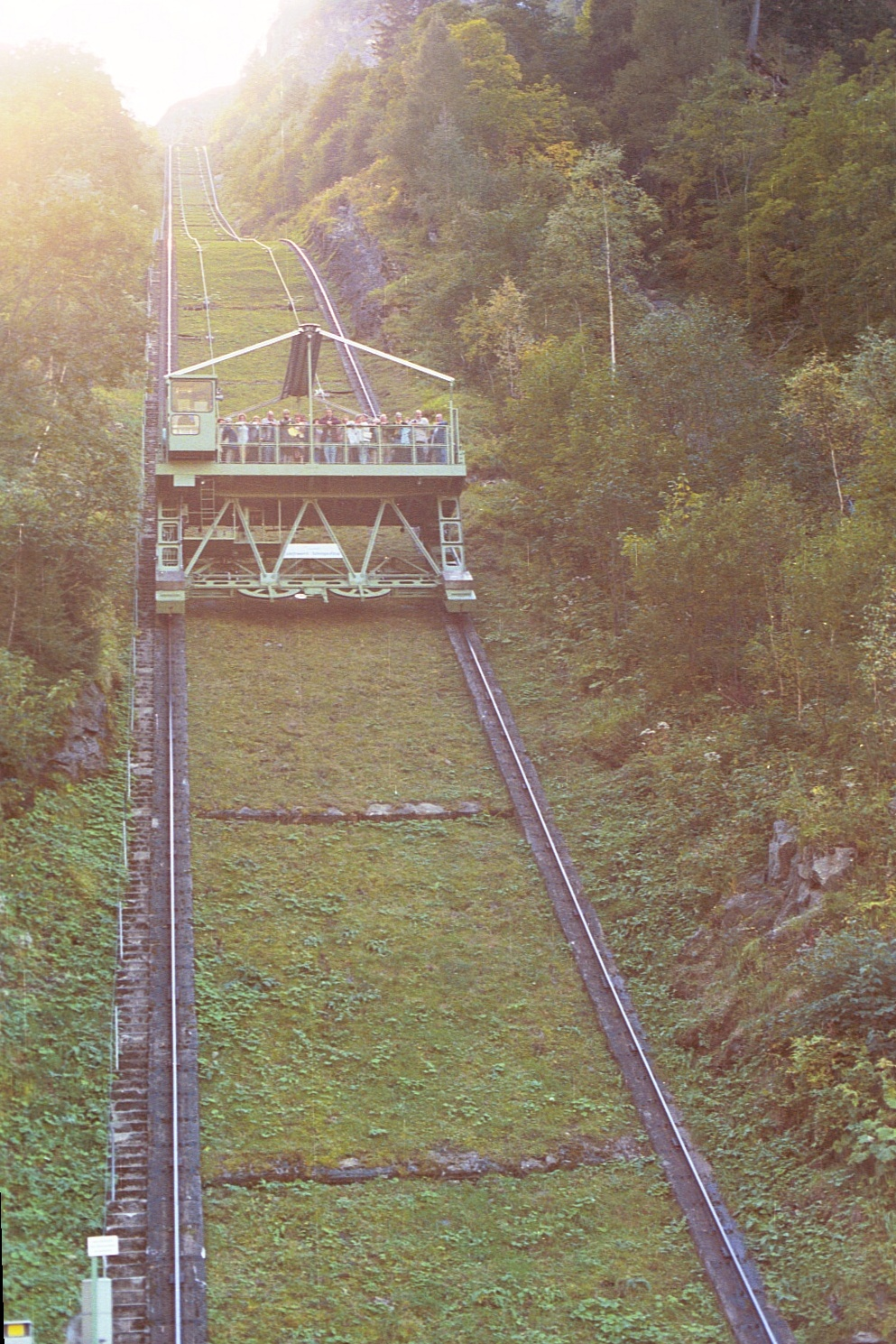
Die Trasse des Schrägaufzugs mit dem Aufzugswagen, wie er bis 2013/14 aussah.

## Technische Besonderheiten
Auf einer Länge von 820 Metern überwindet er 431 Höhenmeter und ist somit der größte Schrägaufzug Europas. Aufgrund der großen Spurweite von 8200 mm sind alle acht Laufrollen des Fahrwerkes beidseitig mit Spurkränzen ausgestattet. Der Antrieb erfolgt durch zwei Drehstrommotoren mit je 500 kW über zwei synchronisierte Seilwinden in der Bergstation; die Zugseilschleife wird über zwei Seilscheiben am Aufzugswagen umgelenkt. Die Schienen sind auf der Trasse auf betonierten Längsschwellen montiert. Die Grundfläche der Plattform des Aufzugwagens beträgt 9 m mal 5,40 m. Aus den Zeiten des Kraftwerkbaues gibt es noch eine Station kurz unterhalb der Bergstation, die eine direkte Zuwegung zum Krafthaus Limberg am Fuße der Limbergsperre ermöglicht.

## Auffahrt zu den Hochgebirgsstauseen Kaprun
Heute dient die Anlage als Transportmittel für Touristen, die die Hochgebirgsstauseen von Kaprun besuchen. Dazu ist in den Sommermonaten von Ende Mai bis Mitte Oktober ein Busverkehr vom Ende der öffentlichen Straße im Talschluss, der Station Kesselfall-Alpenhaus, über den Lärchwandschrägaufzug vorbei am Stausee Wasserfallboden zum Stausee Mooserboden auf 2040 m Höhe eingerichtet, der von der Verbund AG betrieben wird.
Hierbei fährt man in der Regel mit einem Bus die erste Teilstrecke von der Abfahrtstelle Kesselfall-Alpenhaus bis zur Talstation des Schrägaufzugs, steigt in diesen um und nutzt nach der Bergfahrt die weitere Busstrecke ab der Bergstation des Schrägaufzugs, die über die Mooserbodenstraße an der Bergflanke der linken Talseite zur Moosersperre und den dort vorhandenen touristischen Einrichtungen führt.
Darüber hinaus bestand bis zum Umbau der Anlage 2013 betrieblich die Möglichkeit, einen besetzten Bus unmittelbar mit dem Schrägaufzug zu transportieren, was für die Fahrgäste das Umsteigen erübrigte. Der Bus stand dabei mit dem Heck-Überhang auf der von unten gesehen rechten Seite der Plattform des Aufzugwagens über, weshalb auf dieser Seite der Trasse ein entsprechendes Lichtraumprofil im Fels bzw. in der Vegetation vorhanden ist. Die Fahrt mit dem Schrägaufzug war seinerzeit auch die einzige Möglichkeit für die Busse, ihre Einsatzstrecke auf der Mooserbodenstraße zu erreichen.
Der Bus fuhr bei der Talstation vorwärts auf den Schrägaufzug und verließ diesen vorwärts an der Bergstation bzw. der Station zum Fuß der Limbergsperre, die sich auf etwa 4/5 der Strecke befindet. Bei der Talfahrt wurde umgekehrt verfahren, d. h. der Bus fuhr rückwärts auf den Schrägaufzug und verließ diesen rückwärts wieder.

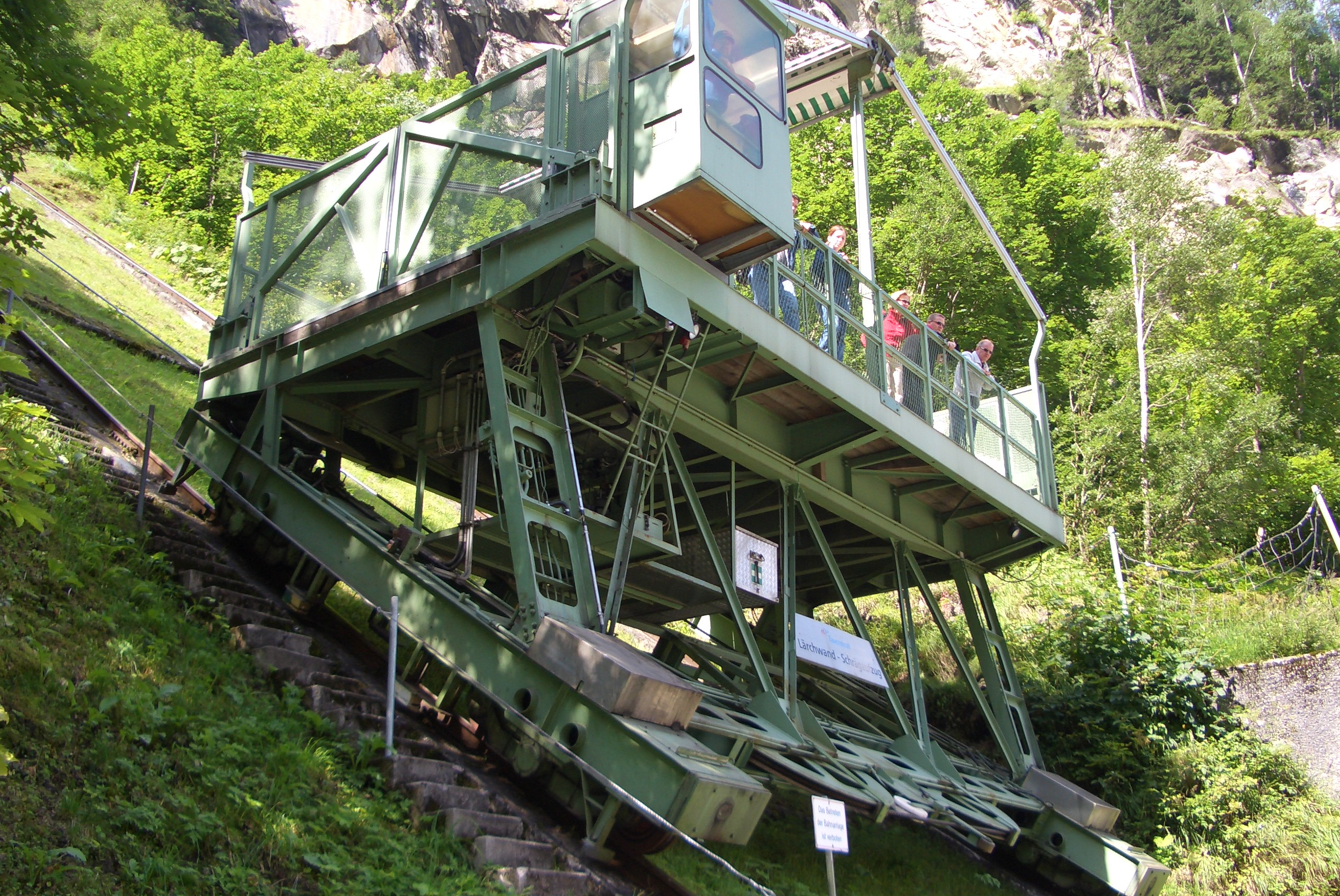
Lärchwandschrägaufzug (vor dem Umbau 2013/14)

Da seit 2007 die Bergstation an der Mooserbodenstraße über den neuen Zufahrtstunnel zu Limberg II und über die bestehende Straße zwischen den Oberstufen-Krafthäusern (oberes Ende der Tunnelstrecke) und der Bergstation direkt angefahren werden kann, besteht keine Notwendigkeit mehr, die Busse selbst (ebenso wie alle anderen Fahrzeuge, die ein Fahrziel im Bereich der Stauseen haben) mit dem Schrägaufzug zu transportieren. Dem wurde 2013/14 mit dem Umbau des Aufzugswagens für den ausschließlichen Personentransport Rechnung getragen, bei dem das Erlebnis der alpinen Aufzugsfahrt auf der offenen Plattform im Vordergrund steht.